# Cœur creux
Pour les articles homonymes, voir Creux.
Le cœur creux est une maladie physiologique, ou maladie abiotique, de la pomme de terre qui se manifeste par l'apparition d'une cavité longitudinale, parfois en forme de croix, au centre du tubercule dans la moelle, sans que ce symptôme soit décelable de l'extérieur. Les parois de la cavité deviennent ligneuses et brunissent sous l'effet de la formation d'une couche superficielle liégeuse.
Le cœur creux se manifeste surtout dans les tubercules de grande taille.
Il est dans certains cas précédé par l'apparition d'un « cœur brun », sous la forme d'une tache nécrotique brune, qui évolue par l'apparition de fissures.
Cette maladie, qui se produit au champ pendant la tubérisation, est causée par un grossissement trop rapide des tubercules, lié notamment à une fertilisation azotée trop importante, ainsi qu'à des conditions de cultures caractérisées par des températures basses et une humidité importante en début de tubérisation.
La sensibilité à ce désordre physiologique est variable selon les variétés. Des variétés telles que 'Russet Burbank' et 'BF 15' y sont particulièrement sujettes.